# 剛中電信股份有限公司
刚中电信股份有限公司（法語：Orange RDC，原名）是位在在刚果民主共和国的電信公司。該公司是由刚果民主共和国與中華人民共和國兩國合作創建的。公司的網絡於2001年開始啟用。它的總部在金沙萨的贡贝区。剛果中國電信公司目前有100名員工。
它提供電話、手機與網際網路等服務。